# Gummiglobus
Gummiglobus — рід грибів родини Mesophelliaceae. Назва вперше опублікована 1996 року.

## Класифікація
Згідно з базою MycoBank до роду Gummiglobus відносять 2 види:
- Gummiglobus agglutinosporus
- Gummiglobus joyceae

## Поширення та середовище існування
Зростають в Австралії.